# Melapera rhodophora
Melapera rhodophora är en fjärilsart som beskrevs av Paul Mabille 1879. Melapera rhodophora ingår i släktet Melapera och familjen nattflyn. Inga underarter finns listade i Catalogue of Life.